# Сальомонка
Сальомонка (пол. Salomonka) — село в Польщі, у гміні Нове Място Плонського повіту Мазовецького воєводства.
Населення — 36 осіб (2011).
У 1975-1998 роках село належало до Цехановського воєводства.

## Демографія
Демографічна структура станом на 31 березня 2011 року:
|          | Загалом | Допрацездатний вік | Працездатний вік | Постпрацездатний вік |
| -------- | ------- | ------------------ | ---------------- | -------------------- |
| Чоловіки | 21      | 5                  | 13               | 3                    |
| Жінки    | 15      | 0                  | 9                | 6                    |
| Разом    | 36      | 5                  | 22               | 9                    |